# Baltazar z Lamberka
Baltazar z Lamberka, též z Lambergu-Orteneggu (německy Balthasar von Lamberg zu Ortenegg, * před rokem 1397 – před rokem 1426, nebo v roce 1437) byl rakouský šlechtic z rodu Lambergů původem z Korutan, pán z Lambergu-Ortenegg (dnes Ortnek ve Slovinsku) v Kraňském vévodství a Korutanech, který měl majetky také v Horním Rakousku a Štýrsku.

## Život

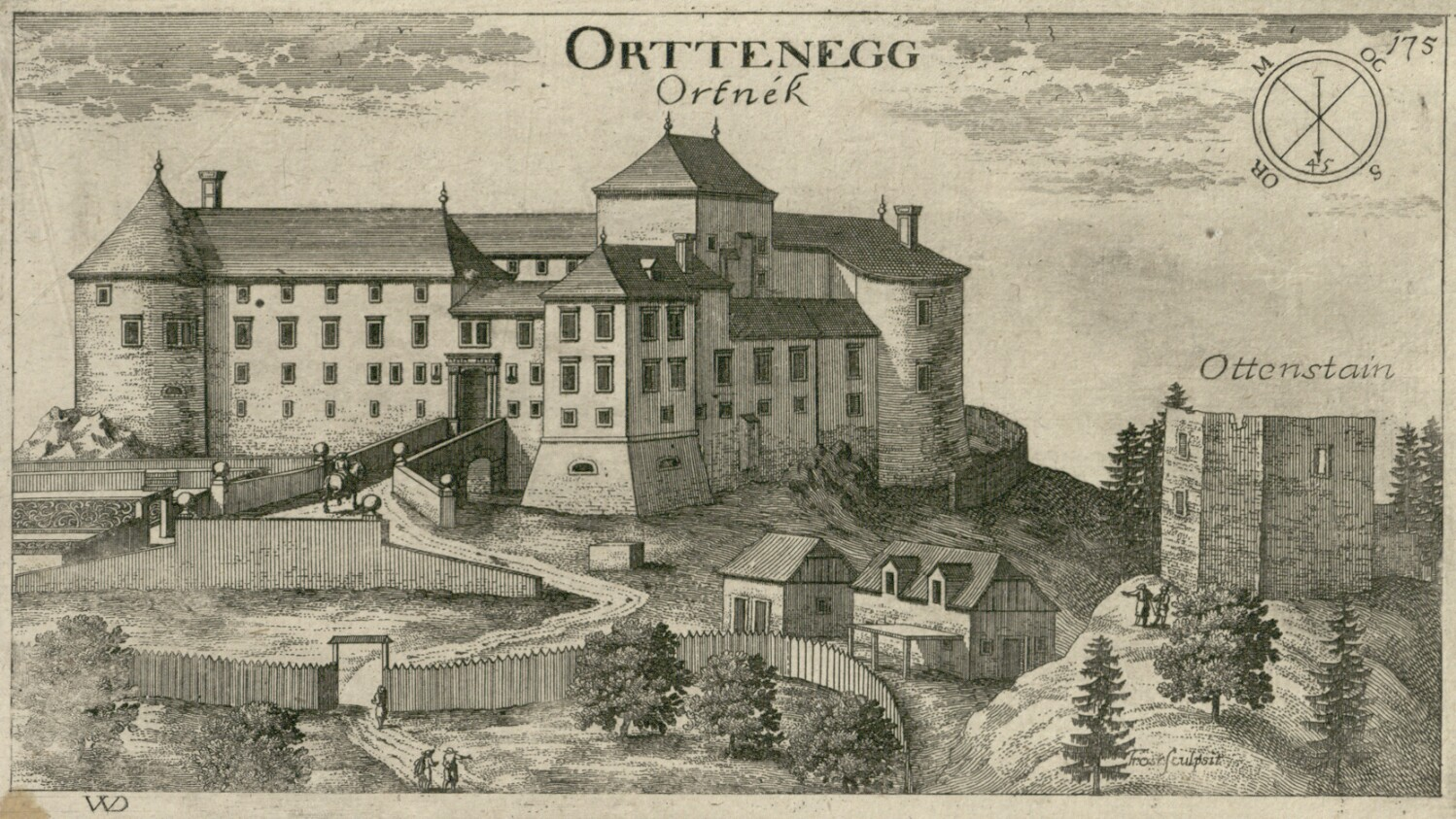
Hrad Ortenegg v Kraňsku

Narodil se jako jeden ze tří synů Viléma II. z Lamberka († 1397) a jeho manželky Diemut z Pöttweinu (Poweinu). Byl bratrem maršála Dittmunda/Dimutha († 1425), Jiřího († asi 1438), Jakuba (fl. v letech 1413–33) a Kateřiny, provdané za Nikolause Steinera. 
Jeho synovec Zikmund z Lamberka († 1488) byl v letech 1463–1488 prvním biskupem lublaňské diecéze. Baltazarův vnuk Kryštof z Lamberka († 1579) byl v letech 1541–1546 biskupem sekavským a jeho pravnuk Karel z Lamberka († 1612), vykonával v letech 1607–1612 funkci pražského arcibiskupa.
Bratři Baltazar, Jiří a Jakub rozdělili rodové dědictví do tří linií: Baltazar založil linii z Orteneggu, Jakub linii Lamberků z Rosenbühelu a Jiří kraňskou linii.

### Manželství a potomstvo
Baltazar z Lamberka se v roce 1396 oženil s Markétou z Apfalternu († 1436), dcerou Bartoloměje/Kašpara z Apfalternu († 1422). Z jejich manželství se narodili dva synové:  
- Jiří II. z Lamberka († 1499), svobodný pán z Lambergu-Ortenegu, místodržitel Kraňska, císařský plukovník, oženil se I.) s Alžbětou z Zobelsbergu, II.) 1480 s Marií Magdalenou z Thurn-Valsassiny-Kreuze (* asi 1464; † 1538/56)
- Ondřej z Lambergu a Schneebergu († 1473), ženatý s Markétou z Zobelsbergu, dcerou Fridricha z Zobelsbergu

Oba synové založli vlastní rodové linie Lambergů: Jiří linii ortneckou a Ondřej linii schneeberskou.